# Лешниковци
Лешниковци е село в Западна България. То се намира в община Трън, област Перник.

## География
Село Лешниковци се намира в планински район, на около 100 км западно от София, близо до границата със Сърбия. В съседство до него са селата Ярловци, Слишовци, Цегриловци.

## История
В стари записи селото е отбелязвано като: Лешниче в 1576 г.; Лешниковци през ХVIII в. в Поп Стефанов поменик (л. 18б, 27б, 69б, Опис III 179); Лѣшниковци в 1878 г.
До края на 19 век селото се намира в областта, наречена Ижище, където до средата на 20 век са били градините. След османската власт селото се разпростира на два хълма и една падина. Това са Ювичини, Долно село и Власинци.
До средата на 20 век е съществувала и поляна, на която са били провеждани курбани и други прояви, която се е наричала Венчалница. Всяко голямо семейство е имало свой камък, на който е било изписано името му, но с идването на народната власт те са били унищожени.

## Културни и природни забележителности
Рестраврира се къщата на поп Стамен Янков, която е една от най-забележителните постройки в района и се намира в края на селото, на път за село Стайчовци (това е хълмът Власинци).
В центъра на селото има паметни плочи за загиналите партизани Райчо Несторов Кузманов и Боян Станков Христов. Райчо Несторов загива на 28 август 1944 г. над село Тураковци. Боян Станков (17 г.) загива край с. Батулия.
В местността „Таскова ливада“ се намира гробът на немския войник Алфред Унтендорфери, загинал при започването на войната между Германия и Югославия на 5 срещу 6 април 1941 г. Гробът му е поддържан до 9 септември, но след това е заличен и забравен.
По пътя за Стайчовци, вдясно над възвишението Боилов рид има риолитова кариера, която е изнасяла продукция през 70-те и 80-те години на 20 век в чужбина.
Поради проявен интерес към минерала риолит от страна на фирми от чужбина предстои обявяването на концесия за експлоатация на находището. При експлоатацията на кариерата преди 1990 г. продукцията е била изнасяна главно за Италия и някои арабски страни. Добивът на златния трахит от кариерата в Лешниковци е приоритетна задача и в програмата на общината за нейното бъдещо развитие, тъй като ако кариерата заработи ще бъдат открити нови работни места.

## Личности
- Поп Стамен Янков – грижил се е за енориашите в 13 села в периода между 1915 – 1945 година и е бил кръстник на много от тях. В историята остава известен случаят, когато той спира два партизански отряда от самоубийствен сблъсък, като предотвратява и намесата на жандармите (всички тези хора са израсли пред очите му и са били кръстени от него), като този епизод е описан в мемоарите на Славчо Трънски. По-късно той се сражава на фронта и става герой от Втората световна война, което не го спасява от произвола на Светия синод и Народната власт. Интересно е да се знае, че поп Стамен Янков е първообразът на поп Вечерко, който бе изигран от Константин Коцев.
- Тома Соколов (06. 11. 1938 г. – 21. 12. 2011 г.), трикратен републикански шампион по гребане (двойка кану с Марин Гопов) и донесъл шеста точка за България на Олимпиадата в Рим през 1960 г.